# État de Táchira
Táchira est un État du Venezuela. Sa capitale est San Cristóbal. En 2011, sa population s'élève à 1 168 908 habitants.

## Démographie, société et religions

### Démographie
Selon l'Institut national de la statistique (Instituto Nacional de Estadística en espagnol), la population a augmenté de 17,75 % entre 2001 et 2011 et s'élève à 1 168 908 habitants lors de ce dernier recensement :
| 2001    | 2011      |
| ------- | --------- |
| 992 669 | 1 168 908 |

## Administration et politique

### Subdivisions
L'État est divisé en 29 municipalités totalisant 54 paroisses civiles :
| Municipalité           | Localisation | Chef-lieu               | Nombre de divisions territoriales (paroisses civiles) | Paroisses civiles (capitales) | Population (2001) | Population (2011) |
| ---------------------- | ------------ | ----------------------- | ----------------------------------------------------- | --- | ----------------- | ----------------- |
| Andrés Bello           |              | Cordero                 | 0                                                     | (aucune) | 16 474            | 20 358            |
| Antonio Rómulo Costa   |              | Las Mesas               | 0                                                     | (aucune) | 7 110             | 10 061            |
| Ayacucho               |              | San Juan de Colón       | 3                                                     | Ayacucho (San Juan de Colón) Rivas Berti (San Félix) San Pedro del Río (San Pedro del Río)                                                                                 | 48 982            | 59 335            |
| Bolívar                |              | San Antonio del Táchira | 4                                                     | Bolívar (San Antonio del Táchira) Isaías Medina Angarita (Las Dantas) Juan Vicente Gómez (El Recreo) Palotal (Palotal)                                                     | 48 171            | 61 630            |
| Cárdenas               |              | Táriba                  | 3                                                     | Amenodoro Rangel Lamús (Palo Gordo) Cárdenas (Táriba) La Florida (La Florida)                                                                                              | 94 178            | 122 053           |
| Córdoba                |              | Santa Ana del Táchira   | 0                                                     | (aucune) | 26 475            | 33 124            |
| Fernández Feo          |              | San Rafael del Piñal    | 3                                                     | Alberto Adriani (Puerto Teteo) Fernández Feo (San Rafael del Piñal) Santo Domingo (San Lorenzo)                                                                            | 34 176            | 45 891            |
| Francisco de Miranda   |              | San José de Bolívar     | 0                                                     | (aucune) | 3 632             | 4 127             |
| García de Hevia        |              | La Fría                 | 3                                                     | Boca de Grita (Boca de Grita) García de Hevia (La Fría) José Antonio Páez (Orope)                                                                                          | 41 863            | 48 476            |
| Guásimos               |              | Palmira                 | 0                                                     | (aucune) | 32 545            | 43 236            |
| Independencia          |              | Capacho Nuevo           | 3                                                     | Independencia (Capacho Nuevo) Juan Germán Roscio (El Valle) Román Cárdenas (Peribeca)                                                                                      | 29 760            | 36 964            |
| Jáuregui               |              | La Grita                | 3                                                     | Emilio Constantino Guerrero (Pueblo Hondo) Jáuregui (La Grita) Monseñor Miguel Antonio Salas (Sabana Grande)                                                               | 36 660            | 41 000            |
| José María Vargas      |              | El Cobre                | 0                                                     | (aucune) | 8 038             | 9 879             |
| Junín                  |              | Rubio                   | 4                                                     | Bramón (Bramón) Junín (Rubio) La Petrólea (Río Chiquito) Quinimarí (San Vicente de la Revancha)                                                                            | 68 869            | 80 680            |
| Libertad               |              | Capacho Viejo           | 3                                                     | Cipriano Castro (Hato de la Virgen) Libertad (Capacho Viejo) Manuel Felipe Rugeles (El Pueblito)                                                                           | 23 670            | 27 547            |
| Libertador             |              | Abejales                | 4                                                     | Doradas (El Milagro) Emeterio Ochoa (Puerto Nuevo) Libertador (Abejales) San Joaquín de Navay (San Joaquín de Navay)                                                       | 17 744            | 22 464            |
| Lobatera               |              | Lobatera                | 2                                                     | Constitución (Borotá) Lobatera (Lobatera) | 10 427            | 13 558            |
| Michelena              |              | Michelena               | 0                                                     | (aucune) | 16 269            | 19 547            |
| Panamericano           |              | Coloncito               | 2                                                     | La Palmita (La Palmita) Panamericano (Coloncito) | 29 594            | 32 180            |
| Pedro María Ureña      |              | Ureña                   | 2                                                     | Nueva Arcadia (Aguas Calientes) Pedro María Ureña (Ureña) | 37 392            | 51 879            |
| Rafael Urdaneta        |              | Delicias                | 0                                                     | (aucune) | 6 239             | 5 905             |
| Samuel Darío Maldonado |              | La Tendida              | 3                                                     | Boconó (Boconó) Hernández (Hernández) Samuel Darío Maldonado (La Tendida)                                                                                                  | 13 847            | 17 911            |
| San Cristóbal          |              | San Cristóbal           | 5                                                     | Doctor Francisco Romero Lobo (Macanillo) La Concordia (San Cristóbal) Pedro María Morantes (San Cristóbal) San Juan Bautista (San Cristóbal) San Sebastián (San Cristóbal) | 250 307           | 262 765           |
| San Judas Tadeo        |              | Umuquena                | 0                                                     | (aucune) | 6 801             | 7 649             |
| Seboruco               |              | Seboruco                | 0                                                     | (aucune) | 9 064             | 10 243            |
| Simón Rodríguez        |              | San Simón               | 0                                                     | (aucune) | 2 181             | 2 445             |
| Sucre                  |              | Queniquea               | 3                                                     | Eleazar López Contreras (Mesa del Tigre) Sucre (Queniquea) San Pablo (San Pablo)                                                                                           | 8 189             | 7 320             |
| Torbes                 |              | San Josecito            | 0                                                     | (aucune) | 42 192            | 49 577            |
| Uribante               |              | Pregonero               | 4                                                     | Cárdenas (La Fundación) Juan Pablo Peñaloza (Laguna de García) Potosí (Patio Redondo) Uribante (Pregonero)                                                                 | 21 820            | 20 104            |
| Total                  |              |                         | 54                                                    | | 992 669           | 1 168 908         |

### Organisation des pouvoirs
Le pouvoir exécutif est l'apanage du gouverneur. L'actuel gouverneur est Freddy Bernal depuis le 22 novembre 2021.
| Photo | Scrutin | Période                               | Nom du gouverneur     | Parti politique | Résultat électoral | Notes                    |
| ----- | ------- | ------------------------------------- | --------------------- | --------------- | ------------------ | ------------------------ |
|       | 1989    | 1989 - 1992                           | José Ron Sandoval     | AD              | 45.31 %            | Premier gouverneur élu   |
|       | 1992    | 1992 - 1995                           | José Ron Sandoval     | AD              | 45.31 %            | Reélection               |
|       | 1995    | 1995 - 1998 (?)                       | Ricardo Méndez Moreno | AD              | 37.27 %            | Second gouverneur élu    |
|       | 1998    | 1999 - 2000                           | Sergio Omar Calderón  | COPEI           | 47.72 %            | Troisième gouverneur élu |
|       | 2000    | 5 janvier 2000 - 2004                 | Ronald Blanco La Cruz | MVR             | 50.03 %            | Quatrième gouverneur élu |
|       | 2004    | 2004 - 5 janvier 2008                 | Ronald Blanco La Cruz | MVR             | 57.47 %            | Reélection               |
|       | 2008    | 5 janvier 2008 - 21 décembre 2012     | César Pérez Vivas     | COPEI           | 49.46 %            | Cinquième gouverneur élu |
|       | 2012    | 10 janvier 2013 - 23 octobre 2017     | José Vielma Mora      | PSUV            | 54 %               | Sixième gouverneur élu   |
|       | 2017    | 23 octobre 2017 - 21 novembre 2021    | Laidy Gómez           | AD              | 63.26 %            | Septième gouverneur élu  |
|       | 2021    | Depuis le 22 novembre 2021 (en cours) | Freddy Bernal         | PSUV            | 41.03 %            | Réélu                    |

## Sources
- (es) Cet article est partiellement ou en totalité issu de l’article de Wikipédia en espagnol intitulé « Gobernador de Táchira » (voir la liste des auteurs).